# Nordsjöfiskerikonventionen
Nordsjöfiskerikonventionen var ett fiskeriavtal mellan Belgien, Danmark, Storbritannien, Frankrike, Nederländerna och Tyskland ingånget 6 februari 1882, där också Nordsjöns avgränsningar anges.
I Nordsjöfiskerikonventionen bestämdes gränserna för de nationella fiskevattnen till 3 nautiska mil ut från kusten. Vid bukter räknades de 3 nautiska milen från en rak linje, dragen tvärs över bukten på det mynningen närmaste ställe, där bredden ej översteg 10 nautiska mil. Nordsjöfiskerikonventionen innehöll även föreskrifter om att undvika att skada andra länders fiskebåtar och förhållningregler för tillsyn över fisket.
1977 införde länderna en territorialvattengräns på 200 sjömil, vilket krävde framförhandlande av ett nytt avtal.